# Складові тантра-йоги
Складові тантра-йоги — елементи, які поєднують складну систему йогічних і тантричних практик в її звичному сприйнятті.

## П'ять М
В багатьох текстах, на які опирається вчення Тантра-йоги згадується п'ять «м». Ця п'ятірка складається з таких компонентів:
- мадья (вино)
- манса (м'ясо)
- матсья (риба)
- мудра (смажена пшениця)
- майтхуна (статеве єднання)

Оскільки ці елементи починаються з букви «м», тому у сукупності їх називають «п'ять м» або ж панчамакара.
Обряд панчамакара може практикуватися на різних рівнях — внутрішньому або «божественному» (дів'я), безпосередньо матеріальному (пратьякша), а також з повною або частковою заміною елементів (анукальпа). Деякі дослідники запевняють, що тільки внутрішній обряд панчамакара є істинною основою Тантричного шляху. «Саме він відрізняє садхака від звичайної людини. Тільки той, хто здійснює панчамакару всередині тіла і вже досяг у цьому бажаних результатів — дійсно знається в тантрі, але не той, хто здійснює обряд „п'яти м“ в матеріальному вигляді і не практикує його всередині тіла. Тільки за рахунок внутрішньої медитації досягається свобода від усіх прив'язаностей, сіддхі (досконалості), звільнення і найвища насолода. Жоден з зовнішніх обрядів або навіть їх сукупність не приводять до такого результату. Тому, що вступили на шлях Тантри, отримавши необхідне: посвята і вказівки від вчителя, повинні ретельно практикувати обряд панчамакара всередині тіла. Це початкова сутність Тантри. Хто усвідомив це і реалізував на практиці — стає вільним вже в цьому житті і знаходить вічне блаженство, залишивши цей матеріальний світ».
«При сучасному рівні розвитку виробництва, при великому пізнанні законів природи важко захоплюватися подібною архаїчною практикою або виправдовувати її. Необхідно зрозуміти її. Прийти до такого розуміння можна тільки в тому випадку, якщо розглядати її з урахуванням життя наших далеких предків …».[джерело?]

### Внутрішнє значення «п'яти м»
Мадья — (вино) — це місячна амброзія (сомадхара), яка капає з тисячапелюскового лотоса на верхівці голови «Брахма-рандхра» («Брахма-рандхра — це отвір на верхівці голови, через яке може досягнути досконалості пильний йог та покинути своє тіло, щоб вирушити на будь-яку планету на свій вибір.»). Істинний йогин завжди п'є божественний нектар Місяця і стає безжурним, завжди сп'янілий цією небесною енергією.
Манса — (м'ясо, плоть) — це язик, функцією якого є мова. «Поїдаючи» його (нібито «заковтуючи» мову за допомогою спеціальної вправи) садхака (Садхака — той, хто слідує садхані, способу життя, що веде до здійснення певної мети, досягнення найвищого ідеалу. Слово пов'язане із санскритським терміном «садху», що своєю чергою є похідним від слова садх — здійснити. Доки мета не досягнута, людина залишається садхакою, а досягнувши мети, вона стає сіддхою), контролює свою промову. Ще важливішим є те, що навчившись «заковтувати» свою мову, садхака підіймає його високо, просуваючи його в черепній отворі до чола. За рахунок цього садхака стає здатним пити божественний нектар (мадья), що закінчується з Брахма-рандхри. Цей небесний божественний нектар п'янить як вино.
Матсья — (риба) — це дві риби, які завжди плавають в ріках Джамуна і Сарасваті, тобто в каналах тіла іда і пінгала (це канали протоку енергії, що знаходяться близько чакри муладхара — розташованих в тілі людини біля статевих органів). Тобто риби — це «місячний» і «сонячний» струми усередині тіла. Виконуючи дихальні вправи, садхака поглинає цих «риб» за допомогою затримки дихання, тобто, садхака займається кундаліні-йогою — він направляє ці два струму (що знаходяться в іда і пінгала) в центральний канал свого тіла (сушумну) — це канал енергії, (він проходить через тіло людини і внутрішній частині хребта і поєданий з усіма чакрами людини) і, роблячи підняття кундаліні, доводить ці струми до аджна (на рівні лоба), де ці енергії поглинаються надсвідомістю.
Мудра (смажене зерно) — це знання Вищого Духа, що перебуває в тілі. На великому тисячапелюстковому лотосі, розташованому на верхівці голови, перебуває Дух і разом з ним перебуває кундаліні-Шакті. Той, хто набуває знання цієї чарівною Душі — є шанувальником Мудра. У цьому йогічному стані розум повністю охоплений реалізацією Вищого.
Майтхуна (статеві зносини) — це єднання Шакті-кундаліні з Шивою в тілі садхака. Це найвище з усіх єднань. Воно досягається за допомогою методів кундаліні-йоги. Досягнувши такого єднання, садхака оволодіває найвищим знанням Абсолюту і насолоджується невимовним блаженством. Такий садхака іменується атмарама, оскільки його насолода перебуває в атмі, в сахасрарі. Сексуальний союз (майтхуна) — це основа або корінь творіння, підтримки і руйнування. Він розглядається в писаннях як велика першооснова. Цей союз виконує всі цілі і дарує саме важкодосяжним знання Абсолюту. Той, хто зрозумів значення майтхуни в його езотеричному сенсі і реалізував його за допомогою йоги (кундаліні-йоги і медитації) всередині тіла — досягає вищого єднання (парамайтхунам) і занурюється в надсвідоме блаженство (самадхі). Для нього не існує ні страху смерті, ні тягаря нового народження, ні страждань, ні турбот. Він абсолютно вільний, та насолоджується вічним блаженством (парананда), єднається з Шивою.

## Матеріальна практика панчамакара
Як пише у своїй роботі Дебипрасад Чаттопадхьяя про народну індійську філософію, що важко заперечити щось проти вживання м'яса, риби, і смаженого зерна, але бентежить думка, що розпиття вина і статеві зносини можуть бути релігійними обрядами. Тому варто більш детальніше проаналізувати останні два явища.
Мадья. Неможливо просто взяти і виключити з обряду (ритуального акту) його рівноцінну частину – вживання вина. За тантрою всі частини, що задані в священних текстах для виконання повноцінного ритуального обряду потрібно виконувати саме так і в потрібний – спеціально відведений для того час. Тож, без вживання вина ніколи не досягнути цілі обряду, окрім того, потрібно випити достатню кількість, та прослідити, щоб жінка поряд також його випила, і тільки тоді можна проголошувати заклинання.
Щоб зрозуміти природу вживання вина під час обрядів, Дебипрасад Чаттопадхьяя пропонує звернутись до витоків, зародків обрядовості в Індії. З давніх часів предки шанували вино, бо воно вважалось носієм магічних сил, засобом, стимулюючим родючість (зокрема землі). Подібно крові, воно вважалось першопочатком життя. З практики люди вбачали в ньому засіб для запобігання смерті, для успішних пологів. Вино застосовувалось при похоронних обрядах (частіше серед нижчих каст в Індії), при цьому суть вживання вина – передбачалось очищення від спаплюження через зіткнення зі смертю, та забезпечення відродження душі для нового життя. Можна припускати, що вживання вина також мало місце при святкуванні переходу людини в новий віковий етап життя, також при весільних обрядах, коли нареченим урочисто давали келих вина – вживання напою передбачалось як підготовка до акту продовження роду.
Досить цікаво дослідити, якою мірою ці уявлення ґрунтувалися на спостереженні психофізичних змін, що викликаються у людини дією вина.
Майтхуна. Сутність статевих відносин передбачала продовження роду. Виходячи з цього племена та нації в усьому світі вбачали в цьому можливість покращення родючості своїх земель в той час, коли вже перейшли від мисливства до землеробства. Тоді ж ці обряди й набули своїх магічних цінностей.
Джеймс Джордж Фрезер наводить кілька прикладів широкого застосування статевих відносин через бажання покращити родючість землі. В центральній Америці статеві зносини вбачались як особливий та невідʼємний ритуал для потрібної родючості, без котрого навіть не варто засіювати поля, «деякі люди були спеціально призначені для виконання статевих актів під час того, як зерна потрапляють в землі»
В деяких місцевостях острова Яви, що розташований в Індонезії, під час цвітіння рисових полів селяни разом з дружинами вночі йшли в поле і там злягалися для поліпшення росту рослин.
«В окремих місцевостях Німеччини коли були жнива чоловіки та жінки, котрі прибирають хліб катались по полях… в Україні молоді подружні пари лягали на засіяні поля і катались там, вірячи в те, що цим допоможуть росту хлібів».
В Індії є свято Холі, першою ідеєю якого було покращення родючості в людей, тварин, землі, та характерними рисами якого були безладні статеві зносини та повна розпуста. При чому всі люди, що брали в цьому участь не піддавались пізніше осудженню чи навіюванню поганих відчуттів.
Наведені приклади мають засади в тому, що Тантризм був породжений землеробським суспільством.

## Три бхави — класи тантриків
Поділ на «правий» та «лівий» шляхи поклоніння.
Існує поширене ділення Тантричної практики на два основних шляхи — дакшіначара («Тантра правої руки») і вамачара («Тантра лівої руки»). Найчастіше ці шляхи не цілком правильно розуміються і протиставляються один одному. Насправді ж, в тантрі розглядається сім ачар.
Ачара — слово походить від коріння «чар», що означає «просуватись вперед». Кожна наступна ачара вища за попередню, відповідно і вимоги до практикуючого сильніші, важливо докладати більше зусиль, пильніше зосереждуватись на цілі — єднанні з Шивою.
Пашу-бхава (тваринний темперамент) — нижча сходинка. Поклоняються йому люди, для яких на першому місці стоять фізичні задоволення, матеріальні блага — тобто, не прагнуть до духовного пізнання. Згідно самим текстам Тантри, до пашу-бхави належить переважна більшість людей, які можуть отримати знання суто в дакшіначарі.
Віра-бхава (людський темперамент) — середня сходинка поклоніння. До цього типу належать ті, хто вже усвідомив минущість світу і матеріальних задоволень. Йогін цілеспрямований і зосереджений, його внутрішній світ цілком поглинений садханою. Але при цьому в ньому ще можуть збережуться зарозумілість, гордість, нетерпимість, від яких він зобов'язаний позбутися. Людина, що знаходиться в поклонінні вира-бхаві, обмежено допускається до певних практикам Вамачари (Тантри лівої руки) тільки під контролем гуру або більш просунутих членів школи. Зрештою вира, при наполегливій практиці, досягне стану Дів'я-бхави — божественності.
Дів'я-бхава (божественний темперамент) — вища сходинка поклоніння. Йому можуть поклонятись ті, хто вже повністю усвідомив свою божественність, Практикуючий продовжує дотримуватися обов'язкової зовнішньої ритуальності життя — але це не є для нього настільки обов'язковим, бо всі перші чотири щаблі практикуються в пашу-Бхаві.

## Сім ачар
1.	Ведачара («шлях Вед»). Практика носить зовнішній та ритуальний характер. На стадії ведачари знаходяться незрілі, молоді душі, тому цю ачару часто ще називають «стежкою пошуків». Головне тут – скрупульозне дотримання релігійних заповідей і дріб'язкових приписів авторитетних текстів. Такими текстами виступають Веди та Смріті-Шастри.
2.	Вайшнавачара («шлях вішнуїзму»). Також називається «стежка відданості», бо ті, хто переходить до цієї ачари вже обирають для поклоніння Бога, який більше подобається і віддано йому поклоняються. Практики поклоніння найчастіше у вільній формі.
3.	Шайвачара («шлях шиваїзма»). Вона також називається «стежкою знання», бо на попередніх ачарах віра та відданість підкріплюються знанням. Велике значення віддається йогічним практикам і медитації, хоча все ще зберігаються ведичні ритуали.
4.	Дакшіначара (Тантра правої руки).
На перший план виходить шанування Шакті, свідомої та активної сили, жіночої іпостасі Шиви. Дакшіначара включає в себе елементи Тантри лівої руки – також практикуються поклоніння в нічний час та використовуються в обрядах п'ять «м» (окрім майтхуни), використовують зовнішні ритуали, йогу та інші духовні практики, схвалювані ортодоксальним індуїзмом.
Послідовники цього напряму відмовилися від ряду давніх сексуальних ритуалів, елементів «чорної магії» й інших прийомів, котрі формально суперечать ведичній і ведантійській обрядовості. Обряди доповнюються методами «Веданти», велике значення надається практиці внутрішнього поклоніння та медитації. Садхака, який дійшов вищого рівня в своєму поклонінні, здатний медитувати на три аспекти енергії Абсолюту: крійя (енергія дії), іччха (енергія волі) і джняна (енергія знання). Поклоняючись Шакті й поєднуючи віру, відданість, спрямованість і знання, садхака набуває сприятливий стан свідомості для вшанування Всевишнього в його трьох аспектах – тобто як Брахму, Вішну і Шиву. Так чи інакше, дакшіначара є перехідною сходинкою на Тантричному шляху. Вона завершує собою поклоніння, здійснюване в пашу-бхаві, і готуює людину до іншого виду поклоніння – віра-бхаві. Тому, бо свідомість садхака вже підготовлена попередніми ступенями, і він вже близький до вступу в новий рівень практики Тантричного поклоніння. Всі попередні чотири ачари входять в дакшіначару, як підготовлюючі та поступові сходинки.
5.	Вамачара (Тантра лівої руки).
Правом на навчання в вамачарі мають ретельно обрані люди. Тут винятково важливе значення віддається керівництву з боку гуру. Шакті так і залишається об'єктом поклоніння, але активно використовуються сексуальні обряди і таїнства. На ступені вамачара садхака розбиває окови ілюзії, сорому, якими пов'язана людина типу пашу (інстинктами і умовностями). Тут здійснюється шлях до стану Шиви (нічим не пов'язаного Вищого Абсолюту). Вдень садхака має бути стриманим та практикувати концентрацію, а вночі поклонятися пʼятьма елементами. «Багато непосвячених, що стоять поза традиції духовної спадкоємності і покладаються на свою нікчемну думку, слідуючи помилковим знанням, займаються тільки наслідуванням і спотворенням. … Якщо питвом вина можна досягти досконалості, тоді  низькі люди, що знаходять задоволення у пияцтві, повинні досягти сіддхі. Якщо за поїданням мʼяса знаходиться духовна чистота, тоді всі поглиначі мʼяса в світі досягли б святості. Якщо сексуальне злягання з жінкою приносить звільнення, тоді всі живі істоти досягли б його через прихильність до жінки … засуджую тільки тих, хто відкидає приписи [відповідної] ачара.
6.	Сіддхантачара («шлях сіддхів»). Поклоняються Шиві в його іпостасі Махешвара, Великого Творця. Практикується в багатьох варіантах йоги. Сіддхантачара являє собою поглиблення практики «лівого шляху», коли садхака досягає відчутної майстерності у своїй садхані і стає сіддха-йогином, надлюдиною, володарем цілого ряду психофізичних і духовних досконалостей. Стан сіддха-йогина є перехідною ланкою від вира-бхави до дів’я-бхави, яка цілком може бути реалізована тільки в останній ачара – каулачарі.
7.	 Каулачара («шлях каула»). Фактично вамачара, сіддхантачара і каулачара, являють собою єдину і цілісну систему «Тантри лівої руки», в рамках якої є початкової, середньої і вищої ступенями. Тому кордони, що відокремлюють ці три ачара один від одного, досить умовні і не так сильно виражені, як у більш нижчих ачара. Різниця між цими трьома ачара стосується тільки йогично-медитаційної частини практики. Дуже часто всі ачара «Тантри лівої руки» називаються одним загальним найменуванням (за назвою першої або останньої ачара): вамачара або каулачара. Покровителями всіх ачар «Тантри лівої руки» є Господь Шива і Мати Калі.
Не має своїх ритуалів, але знає про сутність всіх ритуалів і практик. На цій ачара йогин позбавлений всіх умовностей. Через практику каулачари душа досягає свого природного і найвищого призначення, опиняючись у Божественній Родині Шакті, Шиви та інших звільнених душ. Передбачається також, що садхака повинен бути вільний від дуалістичних поглядів, розуміти в справжньому світлі взаємозв'язокʼязок всіх ачар і езотеричний сенс кули і, нарешті, мати виражену віра-бхаву або ж ознаки дівʼя-бхави. На вигляд каула нічим не вирізняється від інших. Зовні каула може слідувати принципам будь-який з ачар і знає езотеричні таємниці будь-якої з них. Тому каула-гуру – ідеальний вчитель для садхака всіх ачар. Істинний каула абсолютно вільний, усвідомлює свою божественну Єдність і фактично є боголюдиною. 

## Південноіндійський шиваїзм
Першим провідним напрямком піденного шиваїзма є пашупата (з'являється в IX-X ст. та розчиняється в інших школах приблизно в XIV ст.). Воно об'єднує послідовників поклоніння Шиви Пашупаті – «Володаря худоби», де самі послідовники, ті, кого пасе Шива, а сам Шива – володар.
В цьому вченні визнаються три нескінченні реальності, що відрізняються між собою. Паті – «володар», пашу – «худоба», паша – «зв'язок». Зв'язок між володарем та худобою.
Сам Шива виступає в ролі паті. Він могутній володар всього сущого, захисник худоби, всемогутній, всезнаючий, всюдисущий. Та назавжди пов'язаний зі своєю сутнісною енергією – Шакті. І тільки завдяки Шакті він оволодіває пʼятьма своїми властивостями, де три з них – космічні: прояв, підтримання та руйнування, а дві стосуються окремих душ: прихованість та милість. Під прихованістю мається на увазі бажання Шиви не розкривати людям останню істину, приховати її, та за особливу старанність в поклонінні він змилується (остання властивість Шиви), та розкриє останню істину людям.
Пашу – відроджені души нестаранних людей, наприклад у вигляді домашньої худоби. Тож, якщо людина має бажання покинути стан домашньої худоби –має докласти зусиль. Тоді, і тільки тоді з неї Шива зніме покривало ілюзії, щоб людина мала змогу дійти духовного визволення.
Паша створює умови, що сковують душу або ж навпаки – допомагають визволенню душі.
Умови, що ув'язнюють душу:
- Нечистота – вроджена (сахаджмала). Накладає на людину відчуття обмеженості та скінченності.
- Майя – матеріальна властивість світу, та потужні ілюзорні панцирі, які накладає на людину Шива. Їх декілька: тимчасовість, множинність, бажання та знання. І визволяючись з кожного панцира, людина тим самим здобуває дорогоцінний досвід, що знадобиться їй для очищення.
- Карма. Тільки завдяки гарячому поклонінню Шиві, та великим зусиллям йогіна Шива змилується. А милість Шиви позбавить людину карми.

Йогу послідовників школи пашупата називають пашупата-йогою. Вони практикують більш йогічні та незвичайні методи в порівнянні з іншими школами: обсипаються попелом тричі в день, носять тризуби в заплетеному в коси волоссі, на чолі малюють три горизонтальні лінії, практикують відмову від усіх предметів цивілізації, концентруються суто на Шиві.
При ретельному дотриманні обрядів пашупата-йоги, садхаки стають сиддхетварами («тими, хто осяг Бога»), та оволодівають надприродними силами, такими, як всюдисущність, бачення сутності, зорові якості на відстані, телепатія тощо.
Основна ціль цих йогінів – союз з Шивою. Їх аскеза (тапас) іноді набуває просто шокуючих станів, що направлені на викликання ненависті: безпричинний раптовий сміх та крик, безглузді діяння, удаваний сон та храп, кульгавість, знизування плечима, кривляння перед жінками та удавання божевілля. Цими діями йогини намагаються зблизитись з Шивою, бо на їх думку він виглядає приблизно так.
Йогини течії капаликів поклоняються Шиві в його жахливій іпостасі (Бхайрава), який одружений з Бхайраві («жахливою»). Капалики («носії черепів»), названі так, бо складали подаяння в людський череп. Вони часто використовують в своїх ритуалах людські черепи та прикраси з кісток, барабанів, що схожі на пісочний годинник, не дотримуються етичних та соціальних цінностей. Капалики практикують тантру лівої руки та, в тому числі панчамакару (п'ять «М»).

## Лінгаяти
Це школа, що розташована в південній частині Індії. Вони носять на шиї лінгам (зображення фаллоса, чоловічого начала, що символізую Шиву). Тільки послідовники цієї школи носять лінгам без йоні (йоні символізує жіноче начало і часто в символічних зображеннях лінгам та йоні невіддільні, мають вигляд конуса з напівсферичною вершиною). Лінгаяти заперечують Веди, касти, статеву нерівність, практикують дитячі весілля, брахманські жертвопринесення.

## Кашмірський шиваїзм
В північному шиваїзмі виокремлюють чотири основних напрямки, які не заперечують один одного, проте кожна зі шкіл спирається на окрему літературу, хоч і всі вони спираються на такі тексти: «Віджняна-Бхайвара», «Рудра-ямала», «Паратриншика».

## Школа спанда (тріка)
Спирається суто на «Шива-сутру» та «Спанда-карику». «Спанда» перекладається як «вібрація». Для послідовників тріка – вібруючий акт всього сущого та вищої енергії, існує єдиний центр свідомості – серце. Йогіни використовуть медитації для досягнення Визволення та Вищого стану, також викликають духів за допомогою уяви. За вченням школи спанда, все в цьому світі – вібрація. У міру наближення людини до реальності – вібрація його душі стає сильнішою.

## Школа кула
Кула – «велика сімʼя», «шляхетна каста», «клан». Займається ініціаціями та передбачає присутність Шакті. Каули, члени закритих спільнот, намагались стати абсолютними володарями своїх думок та відчуттів, подолавши всі страхи та сумніви для того, щоб серце їх стало чистим, вільним від бажань та уподобань. Вони свідомо вживають алкогольні напої, називають його шиварса – «напій Шиви», споживають збуждуючі страви в присутності жінок, які також перед практикою пройшли ініціацію з допомогою гуру цієї ж школи. Щоб такі обряди мали дію вони виконуються водночас з підйомом кундаліні, тим самим розширюючи блаженство спанди (вібруюче блаженство). Жінка перетворюється на Богиню Шакті, тоді як чоловік, утримуючи в собі свідомість, ідентифікує себе з Шивою.